# Centropomus robalito
Centropomus robalito is een  straalvinnige vissensoort uit de familie van glasbaarzen (Centropomidae). De wetenschappelijke naam van de soort is voor het eerst geldig gepubliceerd in 1882 door Jordan & Gilbert.
De soort staat op de Rode Lijst van de IUCN als niet bedreigd, beoordelingsjaar 2007.